# Iglesia de San Sebastián (Huánuco)

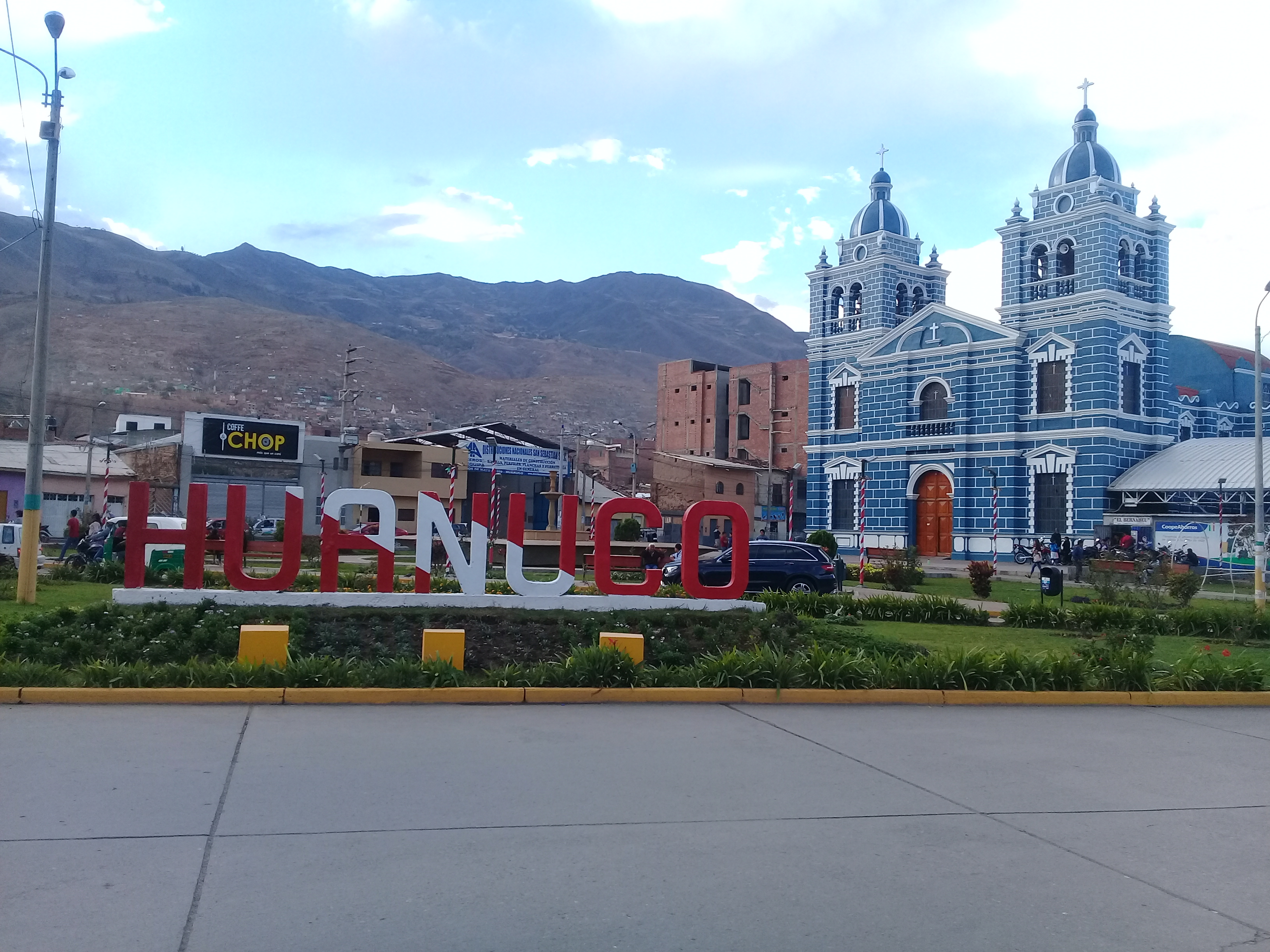
Templo San Sebastián, Ciudad de Huánuco, Perú.

La antigua Iglesia San Sebastián de Huánuco es una iglesia situada en la ciudad de Huánuco, provincia de Huánuco, departamento de Huánuco, Perú. Fue construido en el siglo XVII posiblemente por el hermano Diego de las Casas. Fue un templo de tamaño mediano, (tal vez del tamaño del templo de San Cristóbal - Huánuco) era una construcción de barro adobado, su techo ("a dos aguas") era sostenido de maderamen atados con cuerdas de cuero de vacuno, tejido además, con palos de "maguey y carrizo y cabuya, con tejas de barro cocido. Admirable ingeniería para los tiempos de su construcción. No fue capilla debido a que contaba con una construcción con plano en forma de cruz, un altar mayor, con altares en las alas laterales, una sacristía, tenía también, un púlpito de madera para los sermones, contaba con un "coro" a manera de altillo o mezzanine (balcón interior); tenía, como todo templo principal cabeza de parroquia, un campanario de cuatro ventanales y, obvio, 4 campanas que en 1969 fueron reinstaladas en la única torre construida (hasta ese entonces) del nuevo templo. Se efectuaban matrimonios y bautizos como en otros templos de la ciudad. Por tanto, reitero...no fue una capilla, doy fe de ello porque fui su sacristán por muchos años.  Fue derruida a partir del año 1972,  paralelamente a la construcción de puente San Sebastián, con la finalidad de brindar mayor espacio a la primera cuadra del jirón 28 de julio (hoy malecón) y también dar mayor facilidad al acceso del nuevo puente.
Se construyó una nueva edificación de estilo románico, con dos torres gemelas, que representa un referente turístico de la ciudad de Huánuco, la nueva construcción fue inaugurada el año 1969 con la solemnidad del caso, Se localiza cerca de la alameda Daniel Alomías Robles y los puentes Tingo y San Sebastián. Alberga la imagen de San Sebastián con viruela a que le atribuyen varios milagros.

El siguiente es una crónica extraída del Diario AHORA de la ciudad de Huánuco - Perú publicado en 16/mayo/2019: A 50 años de la primera celebración eucarística en el templo
Hace unas semanas el portal Conociendo Perú, reconocido por difundir rankings de los lugares más admirables del país, publicó su TOP de las 25 iglesias más bellas del Perú, entre las que se encuentran iglesias de Lima, Arequipa, Ayacucho y Cusco, pero también la iglesia San Sebastián de Huánuco.
Han pasado 50 años desde que el obispo Ignacio Arbulú Pineda oficiara la primera celebración eucarística en la novísima construcción del templo.
Pero, ¿qué tanto conocemos los huanuqueños sobre este bello templo?
En el siguiente reportaje te contamos su historia y los acontecimientos más importantes que tuvieron lugar en ella.
La Parroquia de San Sebastián se ubica en las proximidades de los puentes Tingo y San Sebastián.
El templo original fue levantado a principios del siglo XVII por el hermano Diego de las Casas. La iglesia cuenta con un diseño arquitectónico colonial y posee la única escultura en el mundo en la que la imagen de San Sebastián aparece con manchas de viruela en el cuerpo. Al santo se le atribuye el milagro al hijo del zapatero Antonio Pantoja, una de las víctimas de una terrible epidemia de viruela que asoló la ciudad. Siendo el cronista Achapuri quien actualiza esta información en sus crónicas y confirma que ya en 1702 existía dicha capilla a la entrada a Huánuco.
En 1910 en un juicio eclesiástico que mantuvo el barrio San Sebastián con la Diócesis de Huánuco por una huerta adjunta a la capilla, que se solucionó a favor del barrio, la curia optó por llevarse la imagen del santo patrón a la Catedral. Ante este hecho, don Manuel Simmon elaboró en madera una imagen de San Sebastián tomando como modelo y tamaño de la de su hijo Pedro, dotando así a la capilla una réplica de la imagen.
Años más tarde, por gestión del padre Víctor Fabián y de monseñor Herman Arthale, se trajo nuevamente la bella imagen al nuevo templo y se condujo la réplica a la Catedral. Desde entonces, se venera la sagrada imagen, celebrándose la festividad del patrón de Huánuco el 20 de enero, siendo mayordomo vitalicio la Municipalidad de Huánuco.
Nuevo templo
La edificación del nuevo templo de San Sebastián nace por iniciativa del barrio (Izcuchaca, La Dulce), empieza el monumental proyecto de “construir un nuevo templo” en mayo de 1945. Su construcción inicia en 1957, siendo padrino el Dr. Manuel Prado Ugarteche, entonces presidente de la República y hermano del héroe nacional Leoncio Prado.
El 14 de septiembre de 1969, se bendice solemnemente el nuevo templo, instituyéndose luego como parroquia y uno de los templos más bellos de la ciudad. Correspondió al obispo Ignacio Arbulu Pineda, oficiar la primera celebración eucarística, quien al concluir el evangelio, agradeció a todas las personas que con su generoso donativo hicieron posible la culminación de la iglesia. Merecieron especial mención Antonio Sarricolea, Virginia Ratto de Simmon y Marionila Millan Figueroa. Al mismo tiempo reconoció y felicitó a don Pedro Ugarte y su digna esposa doña Mercedes, alma y motor a favor de la construcción, desde el inicio hasta la culminación de la iglesia que hoy en día se constituye un monumento arquitectónico.
El 16 de septiembre de 1981 se entregan las obras culminadas totalmente.
Acontecimientos históricos
La parroquia San Sebastián no solo es bella por su infraestructura e historia, sino también porque en ella se presenciaron diversos acontecimientos históricos que aquí detallamos:
En la torre de la capilla antigua edificada en 1790, estaba la campana obsequiada al Señor de la Ascensión, del presbítero Dr. Manuel Ayala en aquel año, la misma que repicó por primera vez el 6 de agosto de 1821 anunciando la independencia y la libertad del Perú, echada al viento por quien trajo la noticia, don Fermín Estacio.
En 1853 se lleva a cabo el bautizo del héroe nacional Leoncio Prado Gutiérrez. La partida de bautismo del héroe se halla en el archivo de la parroquia de La Merced y constituye una reliquia para Huánuco y para la patria. Se lee en la trascripción lo siguiente: “en esta iglesia parroquial de San Sebastián de Huánuco, a los treinta y un días de agosto de mil ochocientos cincuenta y tres años, yo el infrascrito teniente de cura exorcisé, bauticé, puse óleo y crisma a Leoncio de cinco días, hijo natural de D. Mariano Prado y Da. María Gutiérrez. Fue su padrino D. Gregorio Durand y testigos D. Simón Caldas y Pedro Ferrer, de que certifico, José López Tineo”.